# Bathyraja bergi
Espèce
Statut de conservation UICN

 LC  : Préoccupation mineure
Bathyraja bergi est une espèce de raies de la famille des Arhynchobatidae.

## Description
Cette espèce atteint une taille moyenne de 129 cm et un poids moyen de 13,84 kg. C'est un prédateur qui se nourrit de décapodes en majorité (59,9 %), de céphalopodes (23,0 %) et de poissons (15,3 %).

## Distribution
Ce taxon se rencontre dans l 'Océan Pacifique nord occidental, à savoir en Chine, au Japon, et en Russie. Sa présence autour de Taïwan reste incertaine .

## Habitat
C'est un poisson démersal vivant dans les climats polaires à une profondeur de 300 m à 1 800 m de profondeur,. On le retrouve plus précisément à des profondeurs de 38 m à 577 m où la température de l'eau est de 0,3 à 3,8 °C.

## Taxonomie
Le nom valide complet (avec auteur) de ce taxon est Bathyraja bergi Dolganov, 1983.

### Étymologie
L'étymologie de l'épithète de ce poisson a été donné en l'honneur de l’ichtyologiste Lev Berg.